# سیارک ۵۴۵۳
سیارک ۵۴۵۳ (به انگلیسی: 5453 Zakharchenya، نامگذاری:1975VS5) پنج هزار و چهارصد و پنجاه و سومین سیارک کشف شده‌است که در ۳ نوامبر ۱۹۷۵ کشف شد.
قدر مطلق سیارک برابر ۱۴٫۰۰ است.